# Okankolo (Wahlkreis)
Okankolo ist ein Wahlkreis in der Region Oshikoto im Norden Namibias. Verwaltungssitz ist die gleichnamige Ansiedlung Okankolo. Der Wahlkreis hat (Stand 2023) knapp 18.000 Einwohner, die auf einer Fläche von 1643 Quadratkilometer leben.

## Wahlen
| Wahl | Name          | Partei | Stimmenanteil |
| ---- | ------------- | ------ | ------------- |
| 1992 |               |        |               |
| 1998 | Joseph Imbili | SWAPO  | o. W. 1       |
| 2004 | Joseph Imbili | SWAPO  | 99,5 %        |
| 2010 | Joseph Imbili | SWAPO  | 98,3 %        |
| 2015 | Hans Nambondi | SWAPO  | o. W. 1       |
| 2020 | Hans Nambondi | SWAPO  | 80,4 %        |